# Millington (Maryland)
Millington es un pueblo ubicado entre el condado de Kent y Queen Anne, en el estado estadounidense de Maryland. En el año 2010 tenía una población de 642 habitantes y una densidad poblacional de 802,5 personas por km².

## Geografía
Millington se encuentra ubicado en las coordenadas 39°15′34″N 75°50′19″O / 39.25944, -75.83861.

## Demografía
Según la Oficina del Censo en 2000 los ingresos medios por hogar en la localidad eran de $45,893 y los ingresos medios por familia eran $48,750. Los hombres tenían unos ingresos medios de $29,917 frente a los $28,500 para las mujeres. La renta per cápita para la localidad era de $20,240. Alrededor del 12.9% de la población estaba por debajo del umbral de pobreza.